# Kůrovci
Kůrovci (Scolytinae, Ipinae) je podčeleď brouků z čeledi nosatcovití. Dříve byli kůrovci řazeni do samostatné čeledi kůrovcovití. Vyvinuli se na konci druhohor a dnes patří se 6 000 druhy mezi jedny z nejrozmanitějších skupin hmyzu.
Kůrovci se vyskytují obecně po celém světě, v lýku i dřevě naprosté většiny stromů, také uvnitř ovoce, v semenech, v listech, v dužině větviček, ve stoncích bylin včetně kapradin nebo dokonce ve vzdušných kořenech mangrovů. Mnozí z nich dokáží žít ve zcela odlišných tkáních širokého spektra hostitelů a různými způsoby k tomu využívají symbiotické houby.
V dřívějších dobách byli kůrovci považováni za příčinu smrti miliónů stromů po celém světě. Moderní lesní entomologie se spíš kloní k perspektivě kůrovců jako příznaku (symptomu) stresů, které stromy oslabují. V evropském kontextu jsou nejvíce viditelné takzvané kůrovcové kalamity lýkožrouta smrkového Ips typographus ve smrkových monokulturách, které jsou důsledkem jednak intenzivního hospodářství bez proředění porostů, klimatické změny, a změn majetkových a hospodářských podmínek, které znemožňují rychlou detekci a odstranění napadených smrků. Naprostá většina druhů kůrovců je neškodná.
Některé druhy, takzvaní ambrosioví brouci, žijí v symbióze se specializovanými ambrosiovými houbami, které broukům slouží jako potrava a které jsou těmito brouky přenášeny na nové živné stromy.

## Hospodářsky významné druhy
V lesním hospodářství patří k nejznámějším škůdcům lýkožrout smrkový (Ips typographus), zvaný také kůrovec. Při přemnožení dokáže poškodit rozsáhlé plochy smrčin, které jsou v našich kulturních lesích nejrozšířenější dřevinou. Problematický je ale i lýkožrout severský (Ips duplicatus). Dále například existuje lýkožrout modřínový (Ips cembrae), lýkožrout borový (Ips sexdentatus) či lýkožrout jedlový (Pityokteines curvidens). Dřevokaz čárkovaný (Trypodendron lineatum) škodí hlavně v uskladněném dřevě. V sadech patří k největším škůdcům bělokaz švestkový (Scolytus mali), který žije pod kůrou ovocných stromů a drtník ovocný (Xyleborus dispar), který žije přímo ve dřevě.

## Popis
Kůrovci jsou drobní brouci (1 až 9 mm), válcovitého nebo oválného tvaru těla, hnědě až černě zbarvení, vnějškem podobní červotočovitým. Hlava je kulovitá, vpředu uťatá (u několika málo druhů protažená v krátký nosec). Shora je viditelná jen z části anebo je zcela ukryta pod předním okrajem velkého štítu. Tykadla mají paličkovitý tvar. Oči jsou složené, ledvinovitého tvaru, výjimečně rozdělené na dvě části. Štít je oválný nebo válcovitý. Nohy jsou poměrně krátké, opatřené pětičlennými chodidly.
Krovky jsou trojího typu:
- 1. ploché (Scolytus),
- 2. zaoblené, kryjící zadeček i ze stran (Hylesinus),
- 3. rovněž zaoblené, ale s rovnou bází a na zádi zaoblené (Dendroctonus), zkoseně uťaté (Taphrorychus), promáčklé (Pityophthorus) nebo vyhloubené (Pityogenes, Ips, Pityokteines).

U mnoha druhů se projevuje pohlavní dimorfismus (zejména ve tvaru zadní části krovek a ve tvaru a struktuře čela). Blanitá křídla jsou vyvinuta (scházejí pouze samečkům rodu Xyleborus).

## Potrava

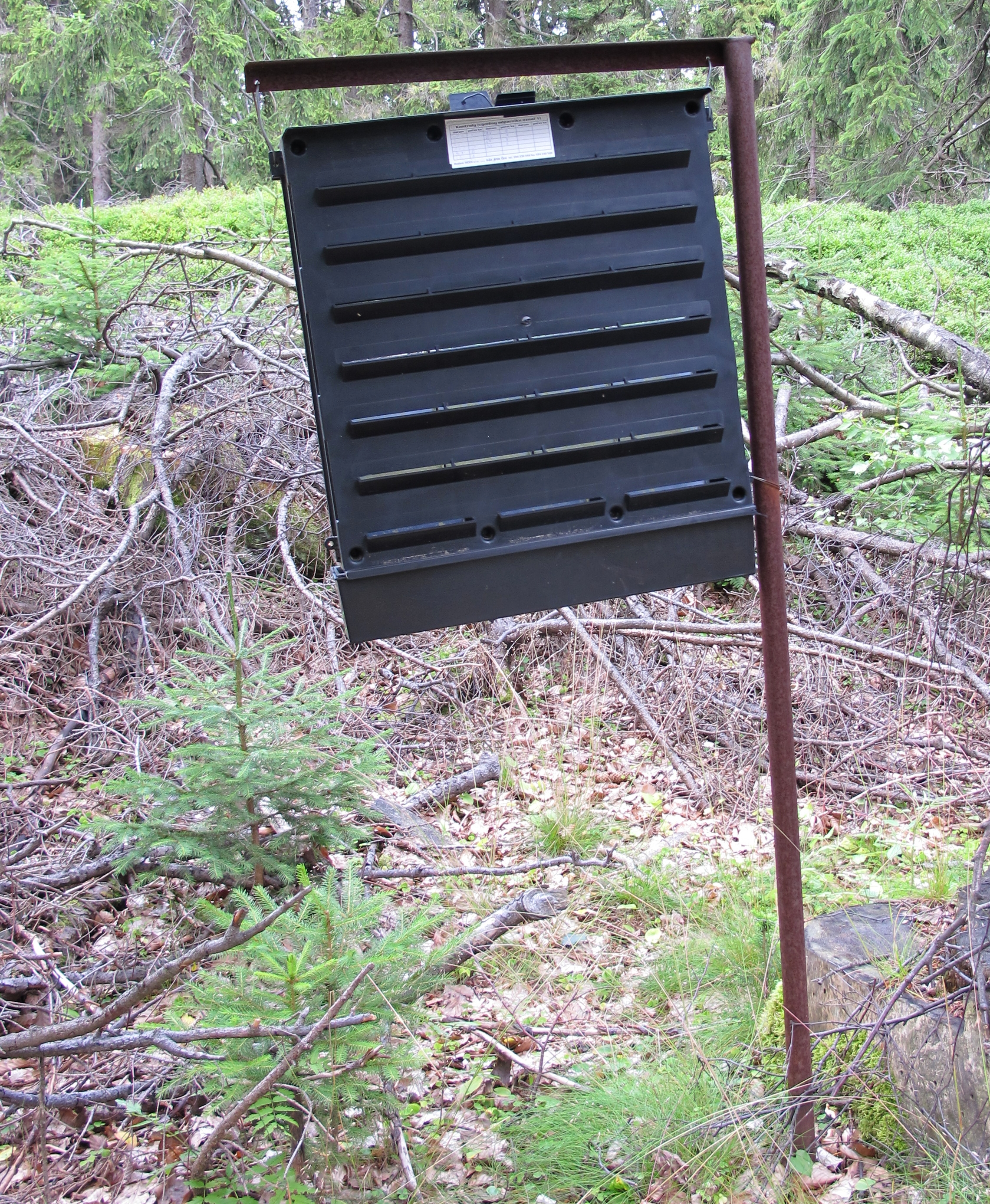
Lapač kůrovce.

Většina kůrovců si tvoří ve dřevě systém matečných a larvových chodeb, který je natolik druhově charakteristický,
že podle jeho tvaru a průběhu můžeme spolehlivě určovat většinu druhů.
Larvy kůrovců se živí buď přímo pletivy živných rostlin (Scolytus), nebo zčásti (Ips, Tomicus) či zcela (Xyloterus, Xyleborus) podhoubím některých druhů hub, které rostou v komůrkách ve dřevě. Na tomto základě rozlišujeme agresivní a ambróziové kůrovce.

### Agresivní kůrovci
Agresivní kůrovci jsou druhy, které se živí lýkem a dřevem stromu. V napadeném stromě musí odolat ochranným opatřením stromu – ten totiž produkuje nejrůznější chemické látky, aby kůrovce zahubil: terpenoidy, fenolické sloučeniny, pryskyřici. Na druhou stranu kůrovci mohou výrazně oslabit strom tak, že naočkují strom určitými dřevokaznými houbami. Druhy, které žijí v těsné symbióze s těmito tzv. ambróziovými houbami, si spory těchto hub přenášejí ve zvláštním orgánu (mycangium) z míst, kde se vylíhly.
Někteří agresivní kůrovci se příležitostně živí podhoubím ambróziových hub. Touto cestou zřejmě evolučně vznikl druhý typ kůrovců, a to ambrózioví kůrovci.

### Ambrózioví kůrovci
Ambrózioví kůrovci (asi 3400 druhů) jsou "zahrádkáři", kteří ve svých chodbách sejí houby a dokonce se o ně starají. Následně je konzumují a tyto houby jsou jejich jediným zdrojem potravy. Svou zahrádku čistí, větrají a přenášejí podhoubí do dalších chodeb.
Někteří ambrózioví kůrovci ani nejsou schopní vytvářet chodby. Žijí proto v starých chodbách jiných druhů kůrovců.

## Rozmnožování
Většina druhů má během roku jediné pokolení, při němž přezimují buď mladí brouci nebo larvy. Za mimořádně příznivých podmínek mohou mít některé druhy v nížinách i tři pokolení do roka, jindy dvě a v horách jen jedno pokolení. Naopak dvouletý vývoj, při němž poprvé zimuje larva a po druhé dospělec, má např. Hylesinus crenatus, Dendroctonus micans, Hylurgops glabratus, aj.

## Škody způsobené kůrovcem

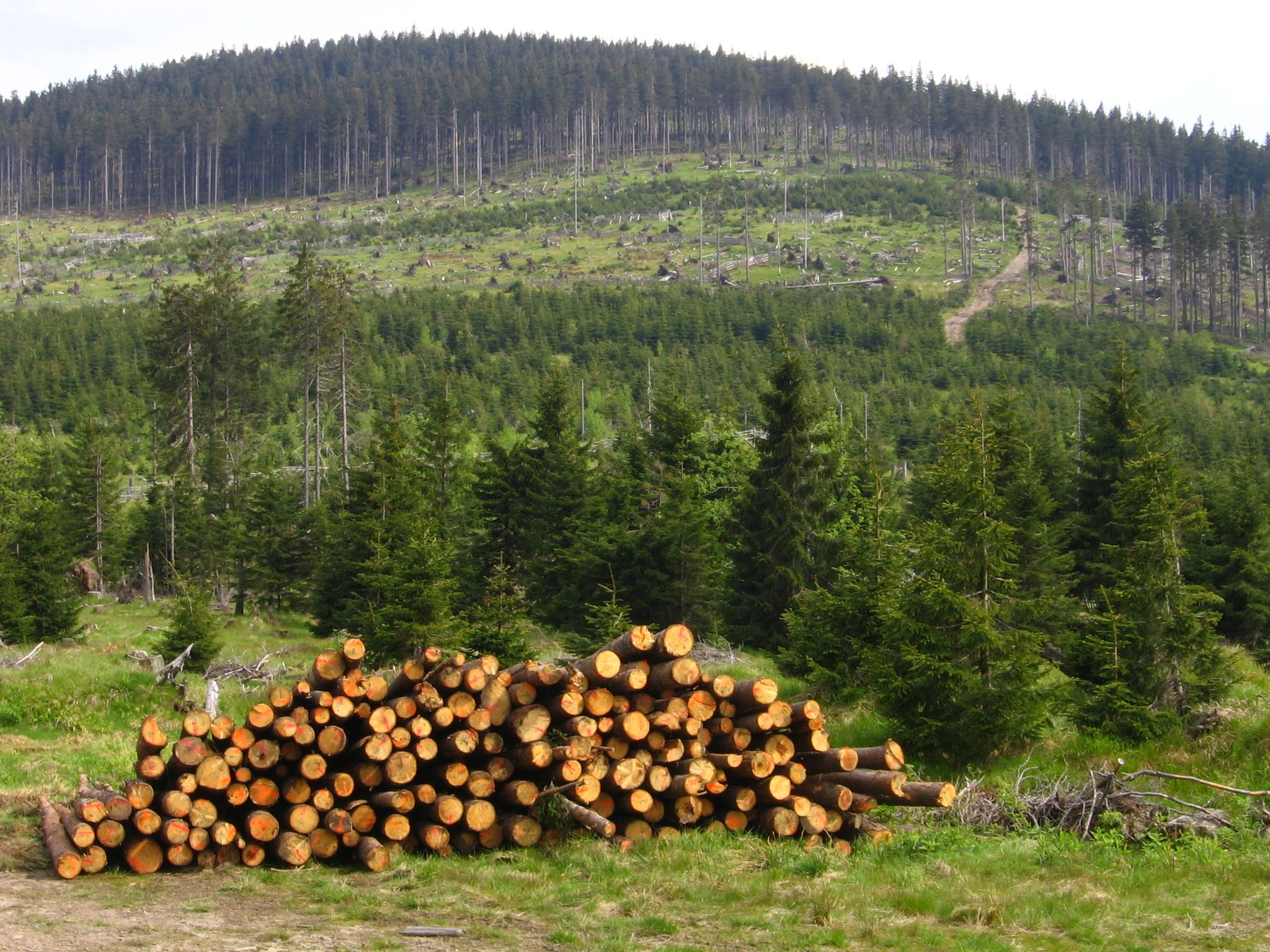
Kůrovcová kalamita, Šumava.
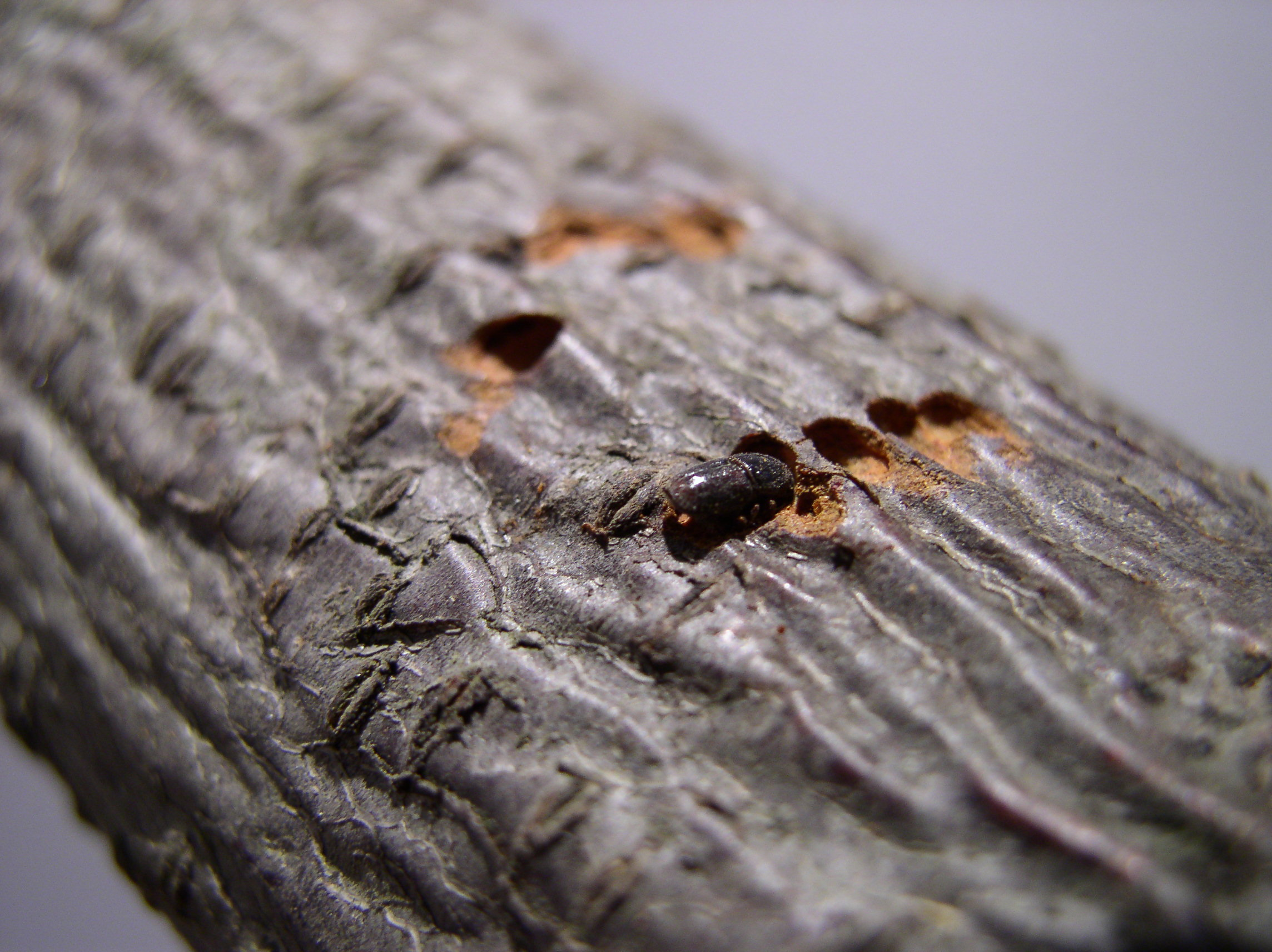
Kůrovec na větvi.
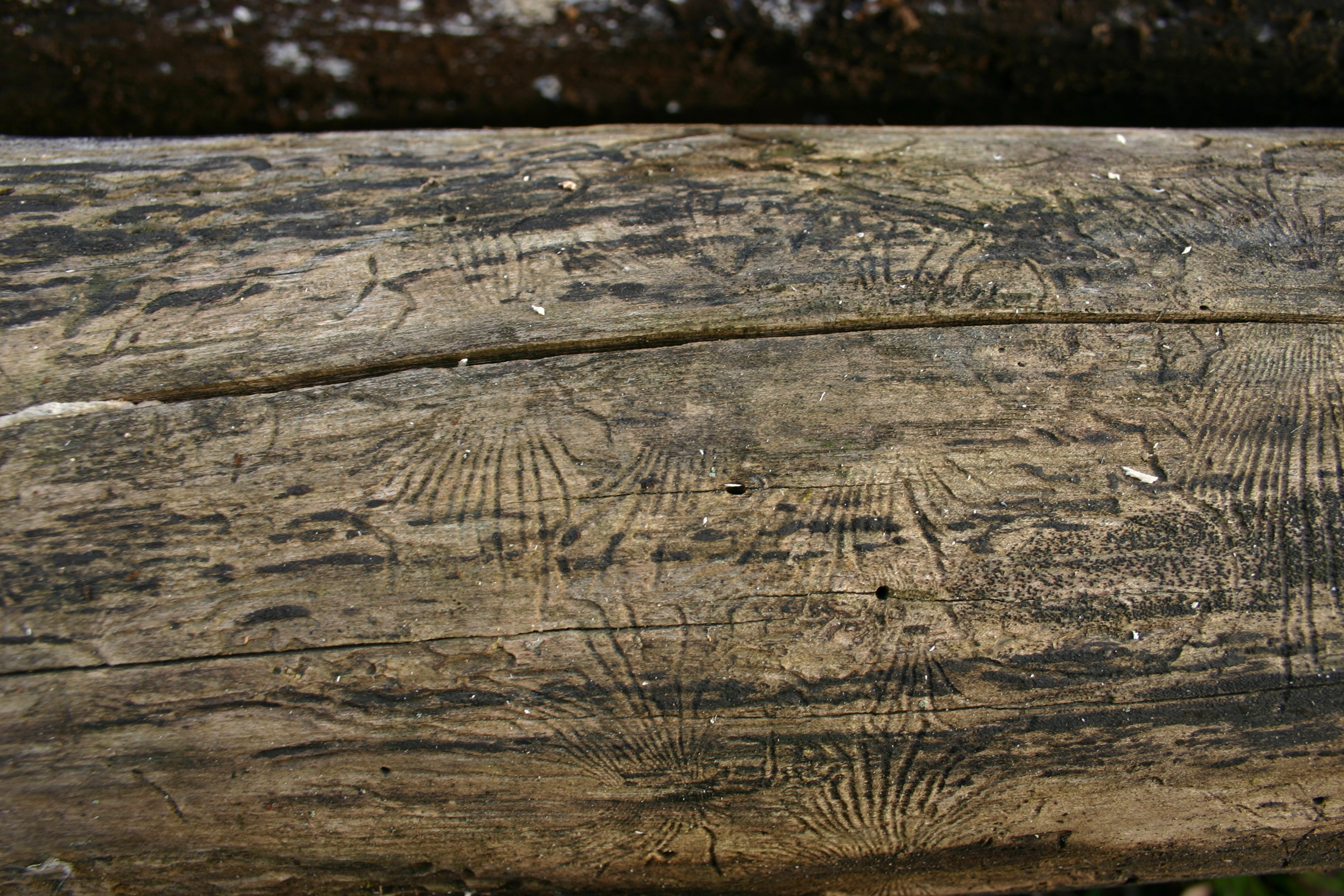
Kůrovcovy cestičky - americký jilm.
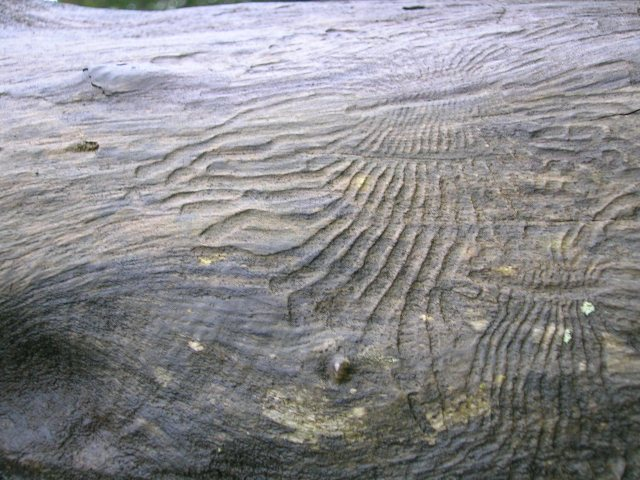
Kůrovcovy cestičky - dub.